# Graf van Jubaji
Het Graf van Jubaji is een archeologische site uit de Nieuw-Elamitische tijd in het Iraanse dorp Jubaji (provincie Khuzestan). In het graf werden de sarcofagen van twee Elamitische prinsessen gevonden en vele grafgiften.
Het graf werd toevallig ontdekt tijdens bouwwerken in 2007. Archeologen hebben de resten van twee bronzen sarcofagen gevonden. Deze bestonden uit metalen platen die bij elkaar werden gehouden door bronzen riemen. Deze techniek is ook bekend uit Ur en Nimrud uit de 8e en 7e eeuw v.Chr. De grafgiften waren vervaardigd in goud, zilver, brons, ijzer, steen, ivoor, aardewerk en faience. De grootste objecten waren ronde schalen in brons en zilver. De bronzen handvaten van de schalen waren versierd met zittende vrouwenfiguren met een vissenstaart. Een gelijkaardige versiering werd opgegraven in Tang-i Sarvak (Iran) en bevindt zich in het British Museum. Er werden veel gouden juwelen gevonden: halskettingen, armbanden, broches en kledingspelden. Sommige waren versierd met edelstenen of halfedelstenen. Ook werd een gouden mesheft gevonden met resten van het ijzeren lemmet. Verder werd er een bronzen kandelaar van 62 cm hoog gevonden waarvan de poten versierd waren met stieren.
Deze graven dateren uit de Nieuw-Elamitische tijd III (600-550 v.Chr.), een periode die bekend staat als een van neergang en politieke versnippering. Dit wordt niet weerspiegeld in de rijkdom van de grafgiften van Jubaji. Deze bouwen voort op de Elamtische tradities met verder invloeden uit Assyrië en Babylonië.